# Cheung Sha Wan

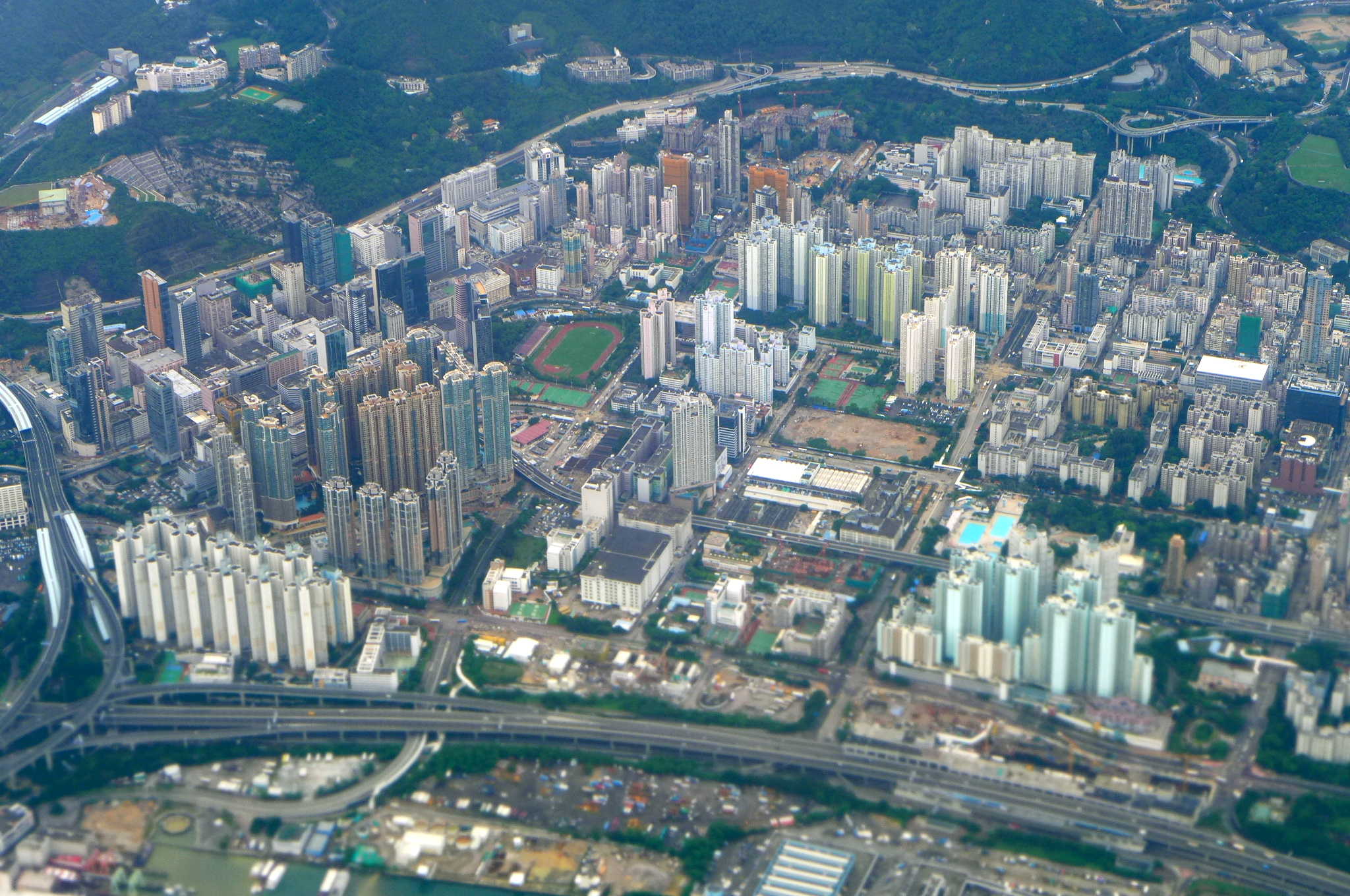
Cheung Sha Wan von oben, 2014

Cheung Sha Wan (chinesisch 長沙灣 / 长沙湾, Pinyin Cháng Shāwān, Jyutping Coeng4 Saa1waan4 – „lange Sandbucht“) ist ein Stadtviertel im Hongkonger Stadtteil Kowloon. Es liegt zwischen den Stadtvierteln Lai Chi Kok und Sham Shui Po (Ortsteil) im Distrikt Sham Shui Po.